# Sumin (Tomaszów Lubelski)
Pour les articles homonymes, voir Sumin.
Sumin (prononciation [ˈsumin]) est un village de la gmina de Tarnawatka, du powiat de Tomaszów Lubelski, dans la voïvodie de Lublin, situé dans l'est de la Pologne.
Il se situe à environ 3 kilomètres au nord-est de Tarnawatka (siège de la gmina), 12 kilomètres au nord de Tomaszów Lubelski (siège du powiat) et 97 kilomètres au sud-est de Lublin (capitale de la voïvodie).
Le village comptait une population de 222 habitants en 2007.

## Administration
De 1975 à 1998, le village était attaché administrativement à l'ancienne voïvodie de Zamość.

Depuis 1999, il fait partie de la nouvelle voïvodie de Lublin.